# Interlocuteur social unique
 (juillet 2025).
Depuis le 1er janvier 2008, le régime social des indépendants (RSI) est devenu l’interlocuteur social unique pour la protection sociale des artisans, des industriels et des commerçants.
Cette mission a pour objectif de simplifier les démarches administratives des chefs d’entreprise indépendants.
Le RSI assure désormais le recouvrement des cotisations et contributions suivantes :
- contribution sociale généralisée (CSG - jusqu’alors gérée par les URSSAF) ;
- contribution pour le remboursement de la dette sociale (CRDS - jusqu’alors gérée par les URSSAF) ;
- cotisations d’allocations familiales (jusqu’alors gérées par les URSSAF) ;
- retraite de base et complémentaire ;
- invalidité-décès ;
- assurance maladie-maternité ;
- indemnités journalières.